# Депутаты областных маслихатов Казахстана VI созыва

## Карагандинская область
1. ДЕПУТАТ ОТ ИЗБИРАТЕЛЬНОГО ОКРУГА №1

```
   Исхаков Бахтияр Серикбаевич
```

1. ДЕПУТАТ ОТ ИЗБИРАТЕЛЬНОГО ОКРУГА №2

```
   Зорин Борис Викторович
```

1. ДЕПУТАТ ОТ ИЗБИРАТЕЛЬНОГО ОКРУГА №3

```
   Алимбаева Адия Базиловна
```

1. ДЕПУТАТ ОТ ИЗБИРАТЕЛЬНОГО ОКРУГА №4

```
   Букенов Алтынторе Жангельдыевич
```

1. ДЕПУТАТ ОТ ИЗБИРАТЕЛЬНОГО ОКРУГА №5

```
   Буранкулова Сания Нуртасовна
```

1. ДЕПУТАТ ОТ ИЗБИРАТЕЛЬНОГО ОКРУГА №6

```
   Рахимбергенов Нурлан Балтабаевич
```

1. ДЕПУТАТ ОТ ИЗБИРАТЕЛЬНОГО ОКРУГА №7

```
   Кравченко Татьяна Ивановна
```

1. ДЕПУТАТ ОТ ИЗБИРАТЕЛЬНОГО ОКРУГА №8

```
   Жумабеков Айбек Темирбаевич
```

1. ДЕПУТАТ ОТ ИЗБИРАТЕЛЬНОГО ОКРУГА №9

```
   Исаев Данияр Бауыржанович
```

1. ДЕПУТАТ ОТ ИЗБИРАТЕЛЬНОГО ОКРУГА №10

```
   Бадина Юлия Викторовна
```

1. ДЕПУТАТ ОТ ИЗБИРАТЕЛЬНОГО ОКРУГА №12

```
   Бексултанов Кудайберген Бексултанович
```

1. ДЕПУТАТ ОТ ИЗБИРАТЕЛЬНОГО ОКРУГА №13

```
   Калыков Абай Кобландиевич
```

1. ДЕПУТАТ ОТ ИЗБИРАТЕЛЬНОГО ОКРУГА №14

```
   Досжанов Бейбит Сабырович
```

1. ДЕПУТАТ ОТ ИЗБИРАТЕЛЬНОГО ОКРУГА №15

```
   Сыздыкова Сайран Бигалиевна
```

1. ДЕПУТАТ ОТ ИЗБИРАТЕЛЬНОГО ОКРУГА №16

```
   Абдиров Кадырбек Сагашович
```

1. ДЕПУТАТ ОТ ИЗБИРАТЕЛЬНОГО ОКРУГА №17

```
   Нурказов Ойрат Серикович
```

1. ДЕПУТАТ ОТ ИЗБИРАТЕЛЬНОГО ОКРУГА №18

```
   Искаков Мейрам Толеутаевич
```

1. ДЕПУТАТ ОТ ИЗБИРАТЕЛЬНОГО ОКРУГА №19

```
   Мальчушкина Наталья Юрьевна
```

1. ДЕПУТАТ ОТ ИЗБИРАТЕЛЬНОГО ОКРУГА №21

```
   Бидайбаев Аргын Ноянович
```

1. ДЕПУТАТ ОТ ИЗБИРАТЕЛЬНОГО ОКРУГА №22

```
   Мазитов Вячеслав Нилович
```

1. ДЕПУТАТ ОТ ИЗБИРАТЕЛЬНОГО ОКРУГА №23

```
   Ан Сергей Валентинович
```

1. ДЕПУТАТ ОТ ИЗБИРАТЕЛЬНОГО ОКРУГА №25

```
   Шнель Владимир Александрович
```

1. ДЕПУТАТ ОТ ИЗБИРАТЕЛЬНОГО ОКРУГА №26

```
   Ашимов Толеген Мукатаевич
```

1. ДЕПУТАТ ОТ ИЗБИРАТЕЛЬНОГО ОКРУГА №27

```
   Ивченко Геннадий Иванович
```

1. ДЕПУТАТ ОТ ИЗБИРАТЕЛЬНОГО ОКРУГА №28

```
   Оспанов Самат Кабдыгалиевич
```

1. ДЕПУТАТ ОТ ИЗБИРАТЕЛЬНОГО ОКРУГА №29

```
   Мухтаров Жандил Ахуанович
```

1. ДЕПУТАТ ОТ ИЗБИРАТЕЛЬНОГО ОКРУГА №30

```
   Кенжин Болат Маулетович
[
1
]
```

## Павлодарская область
1. Абишев Кайрат Сансызбаевич
2. Абдыгулов Мурат Кенесович
3. Абишева   Гульжан Исимбаевна
4. Арынов Ербол Сейтахметович
5. Айтжанова Динара Нуржановна
6. Берковский Владимир Александрович
7. Бексетова Бахыт Макановна
8. Бакауов Марат Жумабекович
9. Бойчин   Анатолий Васильевич
10. Бугубаев Марат Асхатович
11. Гайнулин  Раис Харисович
12. Данбай Шухрат Абдурашитович
13. Есенжулов Арман Бекетович
14. Капенов Кабылкак Кабдыл-Манапович
15. Касимов Нурлан Каукенович
16. Крук Олег Павлович
17. Касицин Александр Анатольевич
18. Мейрамова Айнура Зайргельдиновна
19. Маженов Мухит Муратович
20. Нурханова Гульмира Габдулхамитовна
21. Оспанова  Айман Каиркеновна
22. Орсариев Арын Амангельдинович
23. Поляков Александр Владимирович
24. Паули Элина Сергеевна
25. Прокопьев Сергей Леонидович
26. Романов Роман Сергеевич
27. Ргайбек Кайрат
28. Рустамбаев Абдуазим Абдуганиевич
29. Сартаев Орал Рахмашевич
30. Сабитов Амантай Рахимжанович
31. Стрелковская Марина Владимировна
32. Сыздыков  Серым Вахапович
33. Свамбаев Рыскан Тишпекович
34. Турлубаев  Жанат Кажатович
35. Теренченко Илья Сергеевич
36. Терентьев  Александр Алексеевич
37. Тусупбекова Карлыгаш Женисовна
38. Шалабаева Аршагуль Алжахановна
39. Уразбаев Сайлау Шаймерденович[2]

## Северо-Казахстанская область
1. Бердагулов Арман Сагатович
2. Абдралиева Айгуля Жанатовна
3. Баженов Ержан Амантаевич
4. Бацанов Юрий Геннадьевич
5. Булаев Павел Викторович
6. Витченко Владимир Николаевич
7. Джаксылыков Булат Турлубекович
8. Евдаев Рашбиль Ильхананович
9. Завльялов Олег Владимирович
10. Казановский Анатолий Антонович
11. Каиржанова Лаура Советовна
12. Мустафина Руфия Рамильевна
13. Нұртаза Гумар Арманұлы
14. Пронина Юлия Дмитриевна
15. Семенова Галина Петровна
16. Смаилова Кулюмкоз Каирбаевна
17. Султанов Женис Хамзинович
18. Уразгулов Арман Сарбаевич[3]

## Нур-Султан
1. Нурпиисов Жанат Газизович Секретарь маслихата города Нур-Султан  Избирательный округ №1
2. Жусупова Зауре Гинаятовна Избирательный округ №2
3. Батпенов Саят Нұрланұлы Избирательный округ №3
4. Шайдаров Мажит Зейнуллович Избирательный округ №4
5. Данбаева Гульнар Аманжоловна Избирательный округ №5
6. Жунусов Сарсембек Ендибаевич Избирательный округ №7
7. Табулдина Алтыншаш Жумашевна Избирательный округ №8
8. Гаипов Зулфухар Султанович Избирательный округ №9
9. Шибкенов Зейнулла Рахимович Избирательный округ №10
10. Шекенов Мирас Ергалиевич Избирательный округ №11
11. Умербаева Рамзия Фаатовна Избирательный округ №12
12. Бекишев Есенжол Тускенович Избирательный округ №13
13. Сыдыков Ерлан Батташевич Избирательный округ №14
14. Мещеряков Илья Николаевич Избирательный округ №15
15. Аюпов Аман Блялевич Избирательный округ №17
16. Абден Қарақат Жақсылыққызы Избирательный округ №19
17. Қайырлы Кеңесбекұлы Таукен Избирательный округ №20
18. Солодовников Сергей Петрович Избирательный округ №22
19. Тулеутаев Мухтар Есенжанович Избирательный округ №23
20. Есенжолов Еркегалий Темиргалиевич Избирательный округ №25[4]